# ピクニック・アット・ハンギングロック
『ピクニック・アット・ハンギングロック』(原題はPicnic at Hanging Rock) はジョーン・リンジーによる1967年の小説。1900年のオーストラリアが舞台であり、バレンタインデーにハンギングロックへピクニックに出かけた寄宿学校の女生徒たちが失踪した事件と、その事件が学校や地元社会にもたらした余波について描く。初版は1967年にチェシャー出版によりオーストラリアで出版され、1975年にペンギン・ブックスで再版された。
2022年、エリザベス2世のプラチナ・ジュビリーを記念するビッグ・ジュビリー・リードに選出された。

## あらすじ
『ピクニック・アット・ハンギングロック』は、この小説の内容が真実か否かは読者の判断に委ねるという旨の短い序文から始まる。小説内で描かれた事件が実際に起きた出来事であると仄めかす内容になっている。
アップルヤード学院は私立のボーディングスクールであり、ビクトリア州マウント・マセドン近辺に住む上流階級の女子が在籍している。1900年のバレンタインデーに、この学院でピクニックが開催された。アップルヤード校長と揉め事を起こしていたセアラという生徒はピクニックへの参加が許されなかった。セアラの親友であるミランダはセアラを置いてピクニックへ出かけた。生徒たちはハンギングロックへ到着すると、くつろいだり、昼食を食べたりして過ごす。その後、ミランダはクラスメートのイーディス、アーマ、マリオンとともにハンギングロックを登りに出かける。ミランダ、マリオン、アーマは我を忘れて登り続けたが、イーディスは恐怖のあまりに逃げ出す。イーディスはピクニック場に帰ったが、ヒステリーを起こしており、何が起きたのか覚えていない。同伴していたグレタ・マクロウという教師も行方知れずになっていた。イーディスはマクロウが下着姿でハンギングロックを登る様を目撃していた。学校側の人員で3人の少女とマクロウの捜索が行われるが、4人とも見つからずに終わる。
この失踪事件は注目を集め大騒ぎとなる。強姦や誘拐、殺人などが起きたと推測される。数回、ピクニック場やハンギングロック周辺の地域の捜索が行われるが、成果は上がらない。一方で、生徒や教員、学院の職員たちは地元の人々とともにこの不可解な事件に取り組む。同日にピクニックに来ていたイギリス人のマイク・フィッツヒューバートも捜索に乗り出し、意識を失ったアーマを発見する。マイクは捜索に出かけたきり帰ってこなかったが、マイクの友人でありその甥の御者であるアルバート・クランドールに発見される。このおかげでアーマは生還することになる。
心配した親たちは学院から娘を中退させ始める。様々な職員たちも学院を離れていく。学院の雑用係とメイドは退職し、フランス語教師であるディアーヌ・ド・ポワティエも結婚して学院を離れるつもりだと公言する。同じく教師のドーラ・ラムリーも学校を離れるが、宿泊したホテルでの火災で兄のレグとともに死亡する。学院の内部や周辺が不穏な空気を漂わせる中、セアラが失踪し、その4日後に自殺したと思しき状態で見つかる。遺体は学院の塔の真下で発見され、頭部は原型を留めないほどに損壊していた。アップルヤード校長はこれまでに起きた出来事を経てひどく取り乱し、ハンギングロックから飛び降りて自殺する。
結末に、1913年のメルボルン紙の記事からの引用とされる文章が掲載される。その記事によると、学院は1901年夏の山火事で焼失したという。また、1903年、ハンギングロックでウサギ捕獲人が、フリルの付いた更紗の切れ端を発見しており、失踪したマクロウが着ていた服の一部であると推測されているとも書かれている。しかし、その女教師と少女たちはいまだに発見されずにいるという。

### 削除された最終章
リンジーを担当していた編集者のサンドラ・フォーブズ (英: Sandra Forbes) によれば、リンジーが持ち込んだ原稿には、失踪事件の謎が解決される最終章が存在したという。フォーブズの提案により、リンジーはこの最終章を削り、その後に出版されることになった。その削除された第18章は、リンジーの死後、The Secret of Hanging Rockと題された独立した書籍に収録されて、1987年にアンガス・アンド・ロバートソン出版社により出版された。
削られた最終章は、イーディスがピクニック場へ逃げ帰り、ミランダ、アーマ、マリオンがハンギングロックを登り続ける場面から始まる。3人の少女たちは眩暈を覚え始める。突如、下着姿の女性が現れて気絶する。その女性は名前が言及されず、少女たちの知らない人物であるように扱われるが、実際にはマクロウであることが示唆される。ミランダは女性の服を緩めて目覚めさせようとする。その後、少女たちは自分のコルセットを外し、崖から投げ捨てる。女性は目を覚まし、まるで時間が止まっているかのようにコルセットが宙に浮いていること、影が出ていないことを指摘する。その後、少女たちは空間に空いた穴に出くわす。そのそばで、少女たちはヘビを追って岩に入ったヒビを見つける。女性はカニに変身し、ヒビの隙間へと消えていく。マリオンもそれに続き、続いてミランダもマリオンを追う。しかし、アーマが躊躇していると、巨礫がゆっくりと傾いてヒビを塞ぐ。アーマは泣きながら巨礫を素手で殴っているところで、最終章は終わる。
この削られた最終章は12ページにわたる。The Secret at Hanging Rockのそれ以外のページには、ジョン・テイラー (英: John Taylor) やイボンヌ・ルソー (Yvonne Rousseau) といった他の作家による考察が収録されている。コルセットが宙に浮いたことや、空間に空いた穴の描写から、少女たちはある種の時間歪曲に遭遇したことが示唆されている。このことは、リンジーがその種の話を好んでいた点や、小説内で時計や時間について強調されて描写されていたことと符合する。

## 着想

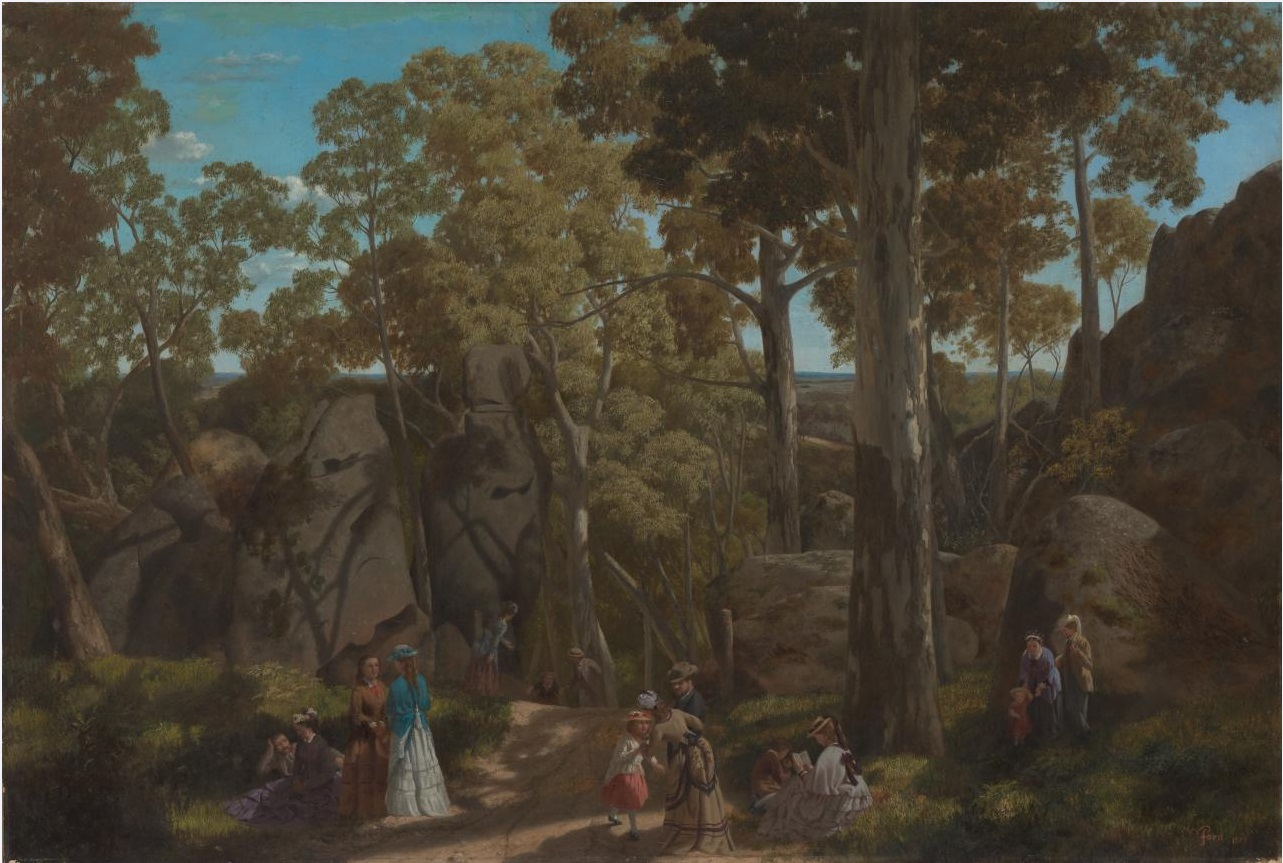
ウィリアム・フォードのAt the Hanging Rock (1875年)。この絵が『ピクニック・アット・ハンギングロック』という題名の元になった。リンジーはプロの画家でもあり、視覚芸術から影響を受けていた。

リンジーによれば、この小説は自身が見た夢に基づいているという。その夢は夏にハンギングロックでピクニックへ出かけるというもので、リンジーは子供のころからこの場所をよく知っていた。リンジーは自身の家政婦に、夢があまりにも生々しかったため、午前7時30分に起床した後も、ゴムの木の並ぶ間を吹くそよ風や、人々の笑い声や会話の声の轟き、楽しいピクニックへ出かけた人々の陽気さが感じられたと話した。
当時の家政婦によれば、『ピクニック・アット・ハンギングロック』の中で起きた出来事はリンジーが立て続けに夢で見たことだったという。この小説が出版されてから数年後、リンジーは、この小説を書いていたときは、一晩中、この小説について考え、朝になるとまっすぐに執筆に取り掛かり、悪魔のように書き綴ったと語った。
リンジーは合計で2週間かけて、マルベリー・ヒルにある自宅でこの小説を執筆した。題名について考えたとき、リンジーはウィリアム・フォード (英: William Ford) が描いたAt the Hanging Rockという絵画を思い出した。その絵はリンジーの夫であるダリル・リンジーのビクトリア国立美術館にある事務所で飾られていた。リンジーはこの題名の簡素さと、その中に隠された恐怖に反する様が気に入り、小説の題名の中に組み込むことを決めた。リンジーの死後、リンジーの友人だった研究者のテレンス・オニール (英: Terrence O'Neill) はこの小説の中に含まれる超自然の要素を指摘している。オニールによれば、リンジーは心霊主義に関心があり、霊的な次元に憧れていたが、夫の前でその側面を曝け出すのには不安があったため、それを執筆業に繋げていったという。
『ピクニック・アット・ハンギングロック』はアメリカ合衆国では2014年にペンギン・ランダムハウスにより出版された。イギリスでは1998年と2013年
にビンテージ・ブックスにより出版された。
日本では井上里により訳され、2018年に東京創元社により出版された。

## 物語の実際

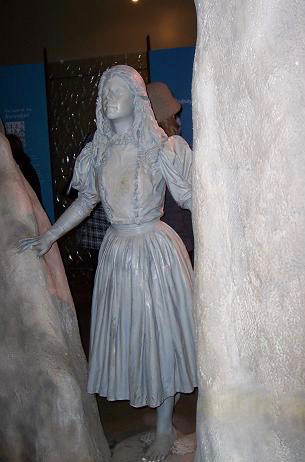
ハンギングロックのビジターセンターにあるミランダの像。ミランダは『ピクニック・アット・ハンギングロック』の登場人物である。

『ピクニック・アット・ハンギングロック』はさながら実際にあった出来事であるかのように描写されている。結末は新聞からの引用という体で書かれてさえいる。そのため、1967年に出版されて以来、批評家や大衆はこの謎について関心を抱いてきた。ハンギングロックや作中で言及されたいくつかの町はビクトリア州マウント・マセドン周辺に実在する場所である。しかし、小説そのものは完全に架空の物語である。リンジーはこの小説が実在の事件に基づいているという噂をほとんど打ち消そうとしなかった。小説に出てくる日付は実際の1900年の日付と一致しない。例えば、1900年2月14日のバレンタインデーは水曜日だったが、小説の中では土曜日ということになっている。
作中のアップルヤード学院は部分的にビクトリア州セント・キルダ・イーストにあったクライド・スクールを元としている。この学校はリンジーが10代のときに通学生として在籍していた。なお、この学校は1919年にビクトリア州ウッドエンドの町に移転した。ハンギングロックから南西に約8キロメートルの場所である。小説では、アップルヤード学院はウッドエンドの5.8キロメートル南にあったとされる。その場所はハンギングロックから約12キロメートルの距離がある。

## 出版の来歴
『ピクニック・アット・ハンギングロック』はアンドリュー・ファイビニの後押しを受け、1967年11月1日にメルボルンのF・W・チェシャーで出版された。好評だったカバーデザインはアリソン・フォーブズ (英: Alison Forbes) の手によるものである。1975年、映画『ピクニックatハンギング・ロック』の公開に連動して、ペンギン・ブックスのオーストラリア支社によりペーパーバックで再版された。1987年、再びベンギン・ブックスによりハードカバー版が出版された。2013年、再度ペンギン・ブックスのオーストラリア支社により"Penguin Australian Classics"シリーズの1つとして再版された。

## 批評・分析
『ピクニック・アット・ハンギングロック』に関心を持つ批評家や学者の多くは、その不可思議な結末や、1851年設立のイギリスの植民地の集落とは対照的なオーストラリアの自然環境の描写にとりわけ興味を抱いている。1987年、文学者のドナルド・バレット (英: Donald Barrett) は、リンジーのハンギングロックの扱いと、E・M・フォースターの『インドへの道』でのマラバル洞窟という架空の土地の扱いを比較し、ギリシアの神であるパーンのメタファーとして解釈している。バレットはリンジーが意識的に『インドへの道』からその要素を借用した可能性が高いと考えている。
文学者のキャスリーン・スティール (英: Kathleen Steele) は自身のエッセイ"Fear and Loathing in the Australian Bush: Gothic Landscapes in Bush Studies and Picnic at Hanging Rock"で、『ピクニック・アット・ハンギングロック』における風景や失踪する登場人物の扱いは、オーストラリアの歴史や、ハンギングロックとアボリジニとの関係性を反映していると主張している。オーストラリアではアボリジニの存在や歴史が等閑視されることにより、オーストラリアの風景には不可知の恐ろしいものが存在するという意識が作り出されており、オーストラリアをイギリス人が植民地にするまで重大なことは何も起きなかった無人の土地と認識することに対する再考を『ピクニック・アット・ハンギングロック』は喚起していると述べている。

## 翻案

### 映画
『ピクニック・アット・ハンギングロック』を最初に映画化したのは14歳の映画製作者であるトニー・イングラム (英: Tony Ingram) である。イングラムは1969年にこの小説を元にThe Day of Saint Valentineという題名の短編映画を制作した。
ピーター・ウィアーが製作した長編映画『ピクニックatハンギング・ロック』は1975年8月8日にアデレードのヒンドリー・シネマ・コンプレックスで初公開された。

### 演劇
2014年2月28日、ダニエル・ザイチック (英: Daniel Zaitchik) が脚本、作詞、作曲を担当した『ピクニック・アット・ハンギングロック』を翻案したミュージカルの初公演が、アメリカ合衆国ユタ州オグデンにあるウィーバー州立大学で行われた。ジム・クリスチャン (英: Jim Christian) が監督を務めた。
2016年、メルボルンのモルトハウス劇場がトム・ライトによる翻案で『ピクニック・アット・ハンギングロック』の演劇を公演した。監督はマシュー・ラットンが務めた。2017年1月には、スコットランドのエディンバラにあるロイヤル・ライシーアム劇場でも公演された。この海外公演は元来上演していたモルトハウス劇場とブラック・スワン・ステート・シアター・カンパニーとともに行われた。

### ラジオ放送
2010年、BBCラジオ4で『ピクニック・アット・ハンギングロック』を翻案したラジオ番組が放送された。サイモン・バーク、ペニー・ドウニー、アンナ・スケラーン、アンディ・スネリング (英: Andi Snelling) が出演した。

### テレビドラマ
2016年9月6日、フリーマントル・メディアと有料テレビ放送局のフォックステルが『ピクニック・アット・ハンギングロック』を翻案した6回構成のミニシリーズを製作していることが公表された。

## 引用文献
- Barrett, Donald (1987). “Picnicking with E.M. Forster, Joan Lindsay et al.”. Linq (James Cook University) 5 (1):  79–86.
- Benson, Eugene, ed (2005). Encyclopedia of Post-Colonial Literatures in English. Routledge. ISBN 978-0-415-27885-0
- Skidmore, Stephanie; Clark, Ian D. (2014). “Hanging Rock Recreation Reserve”. An Historical Geography of Tourism in Victoria, Australia: Case Studies. Walter de Gruyter & Co. ISBN 978-3-11-037010-2
- Steele, Kathleen (2010). “Fear and Loathing in the Australian Bush: Gothic Landscapes in Bush Studies and Picnic at Hanging Rock”. Colloquy (Monash University) (20) 2021年4月15日閲覧。.